# Terra - planeta vieții
Terra - planeta vieții este o lucrare scrisă de Dan Apostol și apărută la Editura Sport-Turism în 1990. La fel ca și Amintiri despre viitor de Erich von Däniken această carte face o cercetare a întrebărilor neelucidate ale istoriei scrise și nescrise. Ea ridică problema unor monumente și obiecte care nu se încadrează în cronologia și istoria clasică, neputând fi realizate nici astăzi, cu toate performanțele științei și tehnologiei moderne.

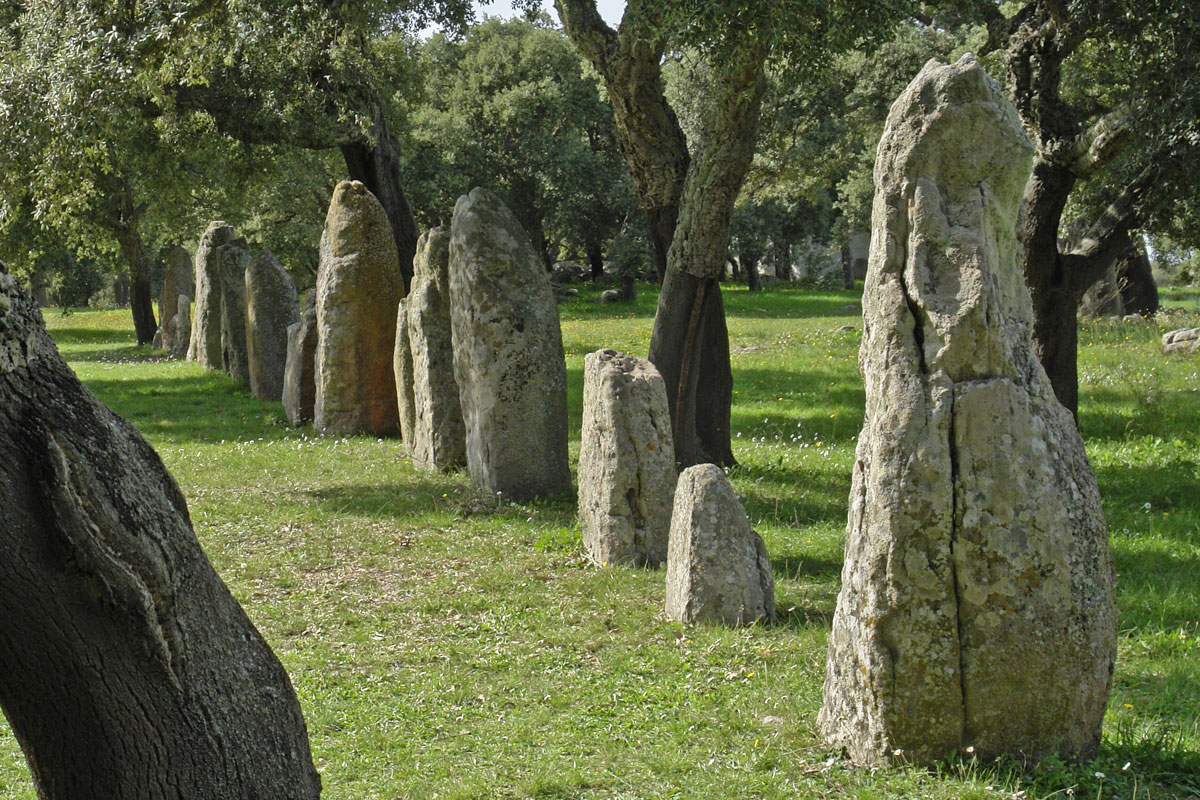
Menhir în Sardinia.

## Cuprins

### Cap.1. Santinelele câmpiilor încețoșate
Subiecte despre Europa preistorică , despre menhir, dolmen, cromleh.
În acest capitol, autorul se întreabă, printre altele, de ce statuetele Dogu (din Prefectura Aomori) sau unele basoreliefuri din Guatemala înfățișează oameni îmbrăcați în costume de scafandru greu, pline de elemente tehnice inexplicabile (căști cu vizoare, mănuși, aparate respiratorii, cizme, etc.). O altă întrebare este de unde aveau oamenii acum 30.000 ani hărți stelare și calcule despre fazele Lunii, solstiții și echinocții, toate acestea fiind găsite gravate pe plăci de os sau pe pereții din unele peșteri din Asia, America de Nord sau Europa. Sau de ce în peșterile din Spania și Franța, unde sunt capodopere ale picturii rupestre, nu s-au găsit nicio urmă de fum, torțe, focuri sau de opaițe de seu.
Sunt prezentate concluziile paleontologului francez Henri Martin (din 1911-1913) și ale arheologului britanic Paul Bahn (din 1980-83). Conform acestora, triburile Cro-Magnon au domesticit caii și câinii încă de acum 30.000 de ani (deci la scurtă vreme după apariția acestor oameni ca specie). Autorul remarcă că în desenele gravate la Lussac-Poitou (Franța) apar clar oameni redați realist îmbrăcați în haine asemănătoare celor moderne: pantaloni, pălării, sacouri. Specialistul francez Henri Breuil a apreciat că desenele sunt „autentice și inexplicabile”,
Nimeni n-a putut da o explicație rezonabilă șirurilor verticale ce se întind pe mai mulți km în Carnac: nu sunt borne de hotar, nu marchează un drum, nu formează o fortificație, n-au legătură cu astronomia, geografia sau chiar și cu logica. La fel nu s-a găsit nicio explicație imensului cerc de menhire de la Glastonbury, Anglia, cerc care are circumferința de 50 km! Nu pot fi datate și nici nu se știe cine le-a construit. Dolmenele (două menhire apropiate peste care se pune o a treia) de la Louth, Irlanda se consideră a succeda menhirele doar pe baza logicii evoluției de la simplu la complex. Despre aceste dolmene se crede că au fost realizate în perioada de trecere de la Paleolitic la Neolitic. Dar ele pot fi mult mai vechi, deoarece în picturi rupestre de peste 30000 de ani apar capcane ce folosesc sistemul pârghiei și scripetelui. Cel mai mare dolmen din Franța, cel de lângă Bournard- Loudun, departamentul Vienne, are 160 tone și 17 m. lungime.
În ceea ce privește construcțiile de la Stonehenge, se afirmă că importanța acestui sanctuar a constat în faptul că permitea efectuarea unor calcule astronomice legate de Soare, Lună și ciclurile lor, traiectoria celestă a altor planete și stele....

### Cap.2. Insula regeluiMinos
Tratează subiecte despre insula Creta.

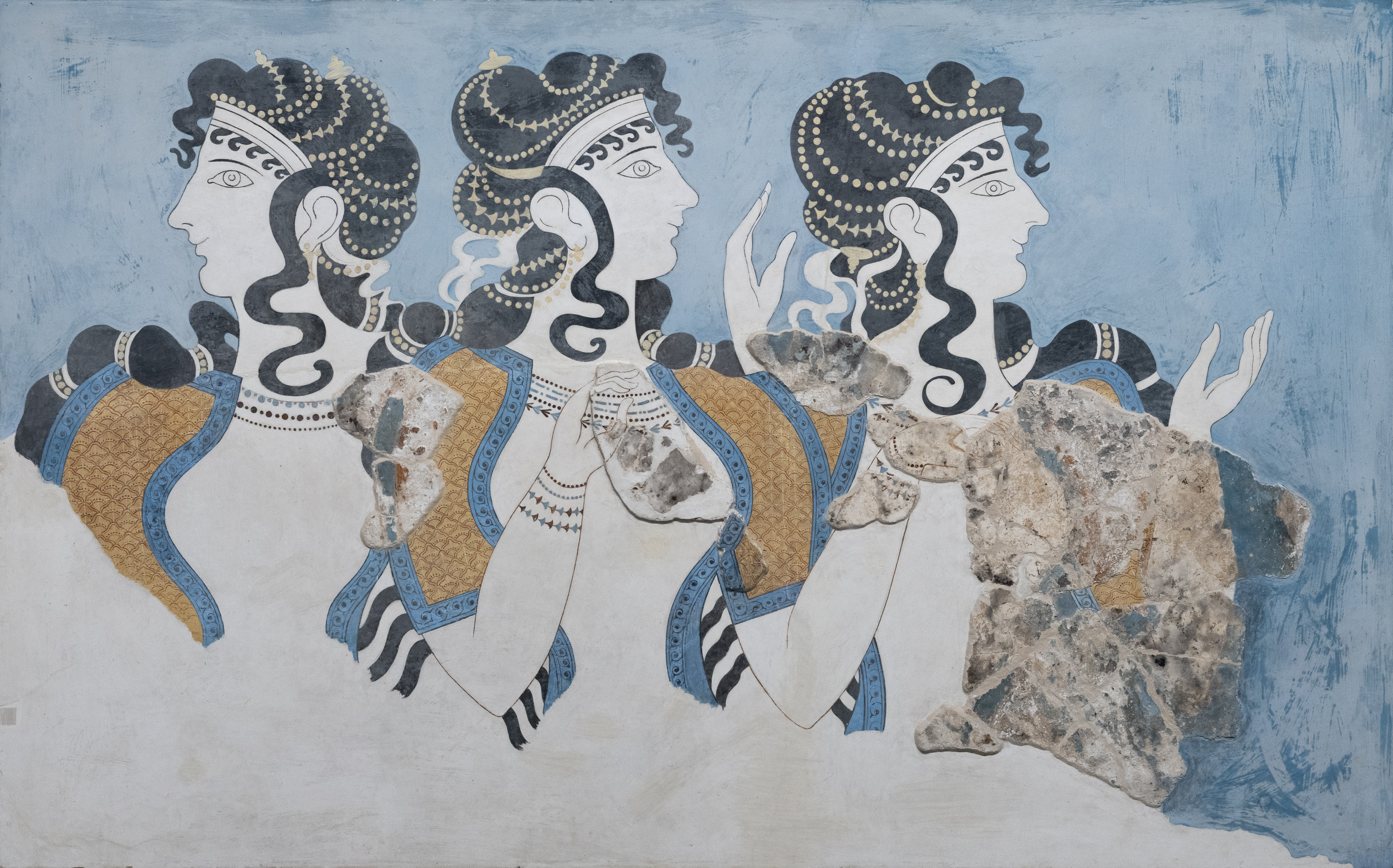
Fresca „Femei în albastru”

Autorul consideră că, dacă Egiptul a rămas inegalabil datorită măreției construcțiilor sale, iar Fenicia este considerată prima stăpână a navigației și a comerțului, Creta minoică poate fi considerată lumea frumosului, armoniei și rafinamentului. Istoria acestei civilizații a fost descoperită de Sir Arthur Evans, dar apariția ei și perioadele de bruscă înflorire întrerupte de cataclisme rămân un mister. Din perioada 4000 - 2000 î.Hr. s-au găsit urme de civilizație primitivă, tehnic și cultural (topoare de piatră, cuțite de obsidian, peșteri de locuit sau peșteri cimitir). În perioada 2800 - 2500 î.Hr. apare metalurgia aramei (datorită unei presupuse migrări a unor populații din Asia Mică). În perioada 2500 - 2000 î.Hr (cultura minoică timpurie) se dezvoltă epoca bronzului, se folosește scrierea pictografică și se consolidează epoca sclavagistă. Vasele de piatră sunt șlefuite, bijuteriile sunt din aur, armele de bronz și sigiliile arată apariția unei tehnologii superioare celei din Grecia continentală,  Asia Mică sau din insulele Mării Egee.

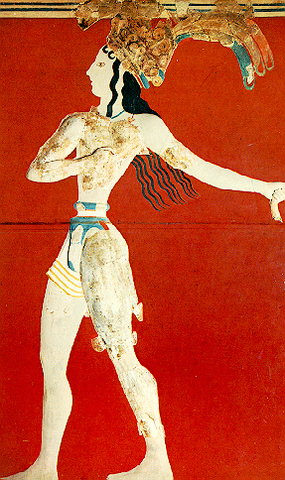
Fresca „Prințul crinilor” a fost găsită în palatul de la Cnossos și se consideră că l-ar reprezenta pe regele Minos

În perioada 1900 - 1700 î.Hr. are loc apogeul culturii minoice mijlocii, se generalizează metalurgia bronzului și roata olarului. Palatele sunt împodobite luxos, flota creatană de război domină Mediterana orientală. În perioada 1700 - 1600 î.Hr. o catastrofă (probabil seismică) distruge flota, porturile, așezările, toate marile palate, o sută de ani simțindu-se din greu efectul crizei. În perioada 1600 - 1500 î.Hr. reîncepe perioada de înflorire, marile palate se reconstruiesc prin stil arhitectural nou cu metode foarte avansate pentru acea perioadă. Totul este distrus de o nouă catastrofă în anii 1500 î.Hr., dar Creta se reface mai repede. În 1500-1400 î.r. cele trei regate se unifică sub dinastia Minos din Cnossos. Creta are colonii în tot bazinul Mediteranei, Mării Negre dar și în Orientul Îndepărtat. 
În perioada 1400 - 1200 î.Hr. - invazia aheenilor (din Grecia continentală), popor oarecum civilizați față de următorul val de cotropitori, cretanii se elenizează superficial și își păstrează autonomia politică. Palatul din Cnossos este parțial distrus.
În perioada 1200 - 1100 î.Hr. - invazia dorieniilor (din Pen. Balcanică), popor înapoiat cultural care distrug definitiv superba civilizație cretană.
Bărbații cretani renunțau conștient și de bună voie la alura hieratică de zei coborâți din ceruri a faraonilor, preoțimii și nobilimii egiptene, refuzând imaginea tiranului absolut în casă și societate, imagine cultivată cu multă grijă de micenieni și (mai ales) de orientali. Din păcate, doar cretanii gândeau așa în acea perioadă, prea puțini și prea superiori morali, prea delicați (ca societate dar și ca indivizi) n-au putut face față lumii brutale din jurul lor, dispărând din istorie. Autorul concluzionează că un lucru este sigur: Creta minoică („vis schubertian într-o lume cutremurată de acorduri wagneriene”) a fost una din cele mai frumoase aventuri ale rasei umane și civilizația ei, deși scurtă, a rămas un punct luminos în istoria zbuciumată a omului.

### Cap.3. CetățileAurului
Teme legate de cetățile Micene, Tirint, Pylos și Gla.

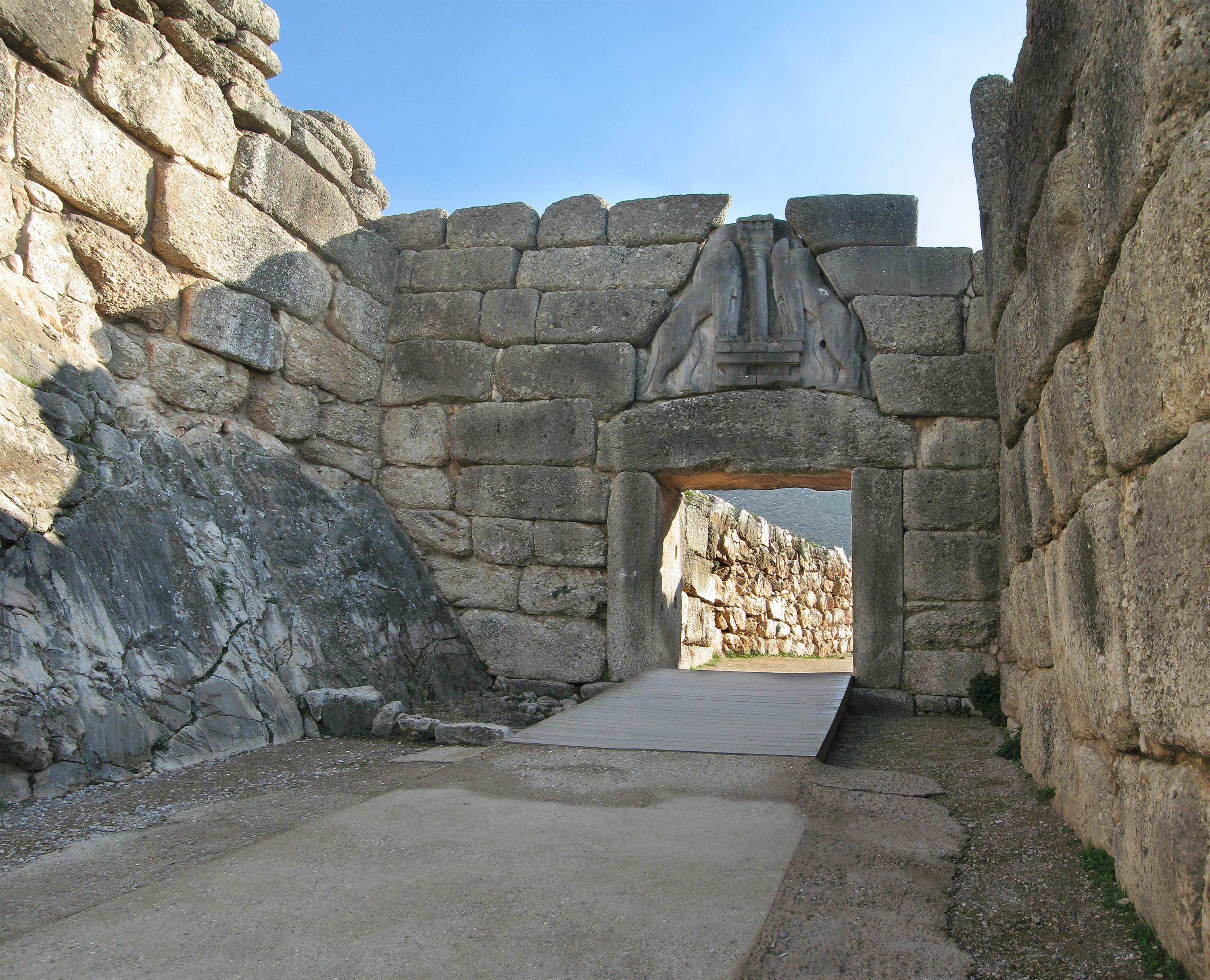
Poarta leilor - cel mai cunoscut element arhitectural de la Micene

Micene se află pe o colină la câteva sute de metri de Haghios Elias (vârf de 807 m) și la 15 km de litoral. Are mai mult de 350 m lungime și se presupune că a fost construită între anii 1350 - 1270 î.Hr. pe locul unei cetăți mai vechi din perioada mormintelor cu puț. Zidurile cetății conțineau zeci de milioane de tone de piatră. Zidurile aveau în medie o grosime de 6 m și o înălțime ce atingea și 14 m.
Poarta leilor - cel mai cunoscut element arhitectural de la Micene - are o deschizătură pătrată cu latura de 3 m, delimitată de 4 monoliți masivi, cel mai mare dintre ei având 20 de tone, 4,5 m lungime, 2,1 m lățime și 1 m înălțime.
Gla a fost cea mai mare cetate miceniană care nu a fost cucerită niciodată. Situată pe o creastă de stâncă înaltă de 70 m., înaintând spre mijlocul lacului Copais, Gla avea incinta exterioară lungă de 700 m, zidul ciclopic, făcut din bucăți mari de piatră dură, avea 8 m lățime și 20 m înălțime. Erau 4 porți retrase în interior (protejate de perechi de ziduri în zigzag), bastioane uriașe, un palat cu două aripi perpendiculare, o aripă de 80 m, alta de 60 m, fiecare cu un megaron (sală mare) propriu. Construcția era imensă dar a adăpostit puțini oameni. Se presupune că a fost ridicată în anii 1300-1200 î.Hr.. Deși dorienii nu au cucerit-o, fortificația a fost părăsită în secolul al X-lea î.Hr., din cauze necunoscute. Lacul Copais, ca și un rău de lângă Tirint, prezintă urmele unor intervenții artificiale monumentale (canale, diguri, galerii subterane, rectificări de albie, etc.)

### Cap.4. Undeva, înPacific

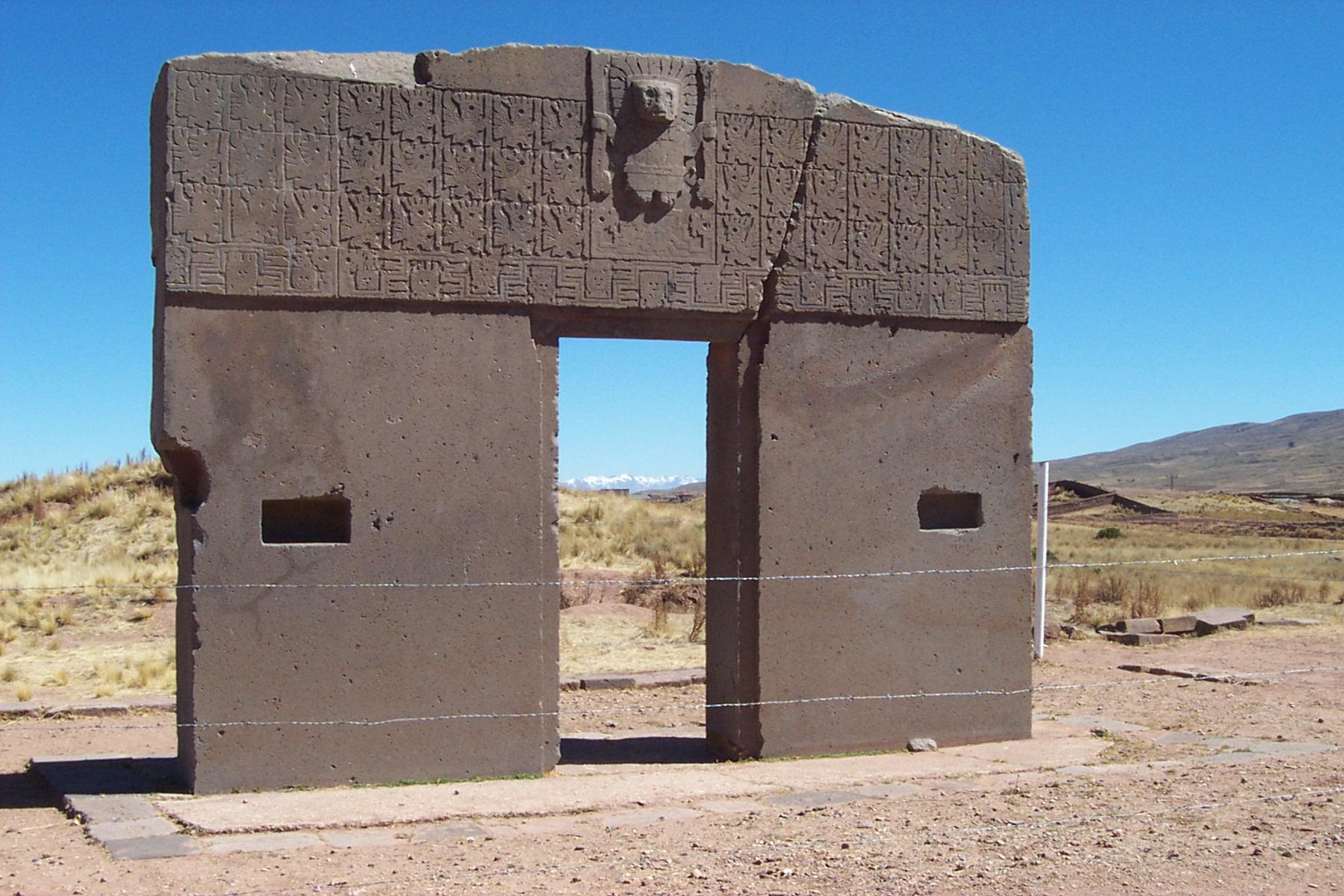
„Poarta Soarelui” (Inti Punku)

Despre Machu-Picchu, Zimbabwe, Viracochas, construcțiile din Insula Paștelui, continentul Mu
Potrivit autorului, în timpul cuceririi Americii, spaniolii au înțeles că viracochas nu erau doar o legendă. Oamenii lui Francisco Pizarro au rămas uimiți de monoliții de porfir a câte cca. 200 tone fiecare aflați pe vârful pisurilor Ollantayparubo și Ollantaytambo (Anzii Peruvieni) sau de blocurile de bazal din fortăreața Tiahuanaco (azi la granița Perului cu Bolivia). Spaniolii au aflat de la incași că aceștia nu au văzut aceste orașe decât în ruine și nu știau nici cine le-au făcut și nici cum le-au făcut. De obicei incașii refuzau să vorbească de aceste cetăți ale uriașilor cum le numeau ei, dar unii dintre ei au afirmat că sunt construite de fii Soarelui, oameni înalți, cu pielea mai albă decât a spaniolilor, plete roșii și ochi albaștri care în niciun caz nu erau indieni. După uciderea lui Atahualpa și prăbușirea imperiului incaș în 1533, spaniolii au avut de furcă cu acești viracochas (printre care unii erau foști nobili albi din casta căpeteniilor militare incașe) care organizau acțiuni de guerilă împotriva lor. Spaniolii au jefuit mormintele familiei domnitoare și ale castei Orejones (a urechilor-lungi), căpetenii războinice (albe) ce asiguraseră supremația imperiului incaș mai multe secole. Toate mumiile din mormintele urechilor-lungi aparțineau rasei albe, nemongoloide, cu păr blond și cârlionțat, la fel fiind și o parte din membrii dinastiei întemeiate de Manco Cápac. Descoperiri asemănătoare au avut loc în 1970 pe coasta peruană (schelete și mumii din anii 4000 î.Hr. ale unei populații europide) sau în 1930 în nordul Mexicului (o necropolă de mii de ani cu 800 schelete tip homo sapines fossilis europid cu înălțimea medie de 2,4m). Arheologii au atribuit culturii preincașe Wari o mumie din anul 700 AD cu ochii albaștri.

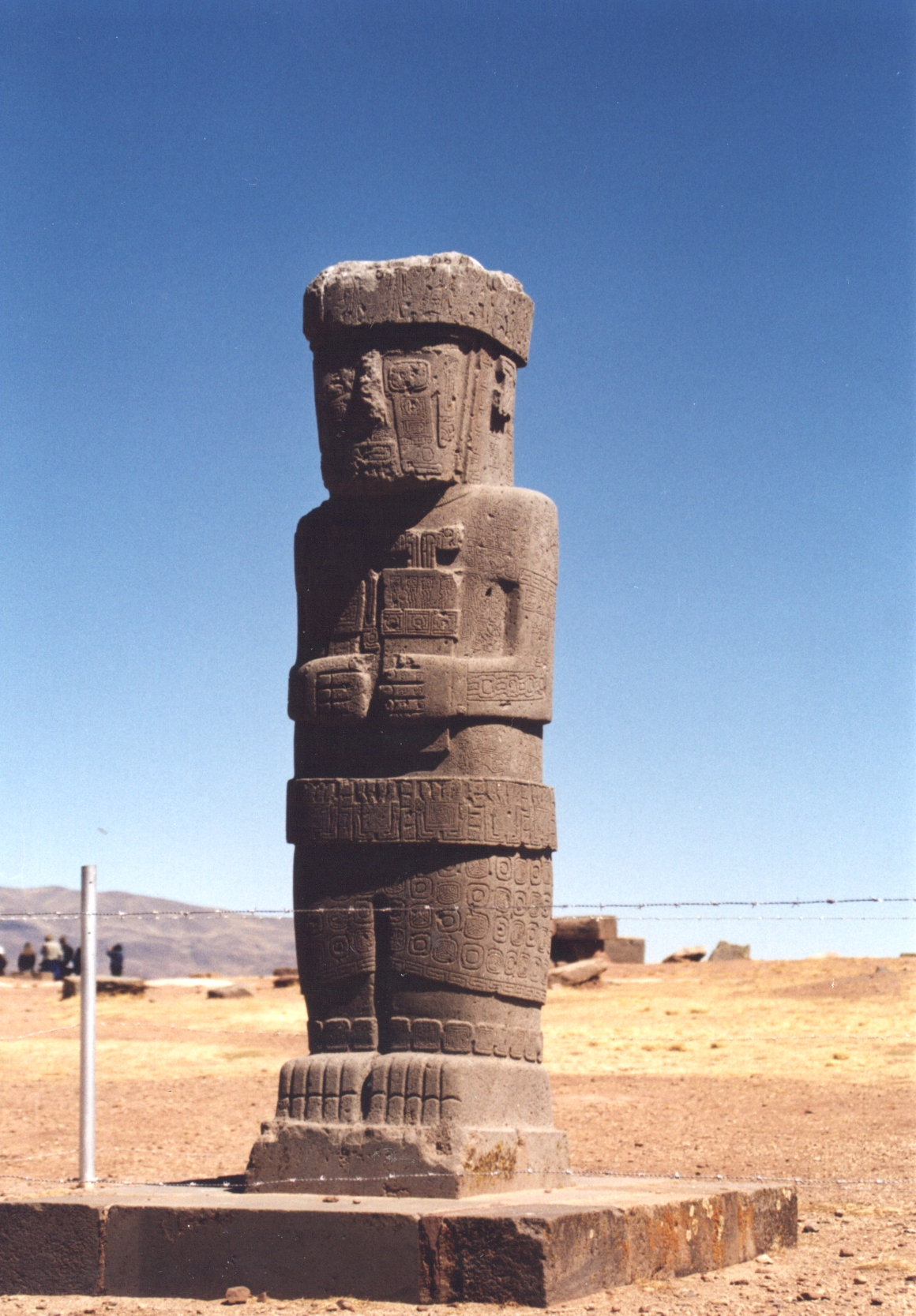
Monolitul Ponce - Statuie coloană de la Tiahuanaco reprezentând un fiu al Soarelui

Pedro Pizarro, fratele conchistadorului, scria în lucrarea sa din 1571 „Relación del Descubrimiento y Conquista de los Reinos del Perú” că «femeile nobile din casta orejones[...] au pielea mai albă decât a doamnelor din Spania[...] indienii mi-au spus că sunt urmașii idolilor» (adică ai statuilor-coloane ce reprezintă fii Soarelui de la Tiahuannaco și Cuzco, conchide Dan Apostol - pag. 114).
Se afirmă că datarea statuilor și a construcțiilor din Insula Paștelui este pur deductivă, deoarece li s-a atribuit vârsta osemintelor și a rămășițelor de lemn ars găsite în apropiere. Cele mai vechi urme organice (un foc lângă șanțul lui Iko) a fost datat 400 AD de către expediția lui Thor Heyerdahl. Cea mai mare statuie terminată are 80 de tone, 23 de metri înălțime și un conci de 30 de tone. Din cariera de la Rano Raraku (una din numeroasele cariere de pe insulă) au fost extrase 500.000 m3 de piatră. În America există minim șase cetăți mai importante în care au fost găsite statui de coloși: Tiahuanaco (Bolivia), Taraka, Wari și Huaraz (Peru), Guayaquil (Ecuador) și San Augustin (Columbia).

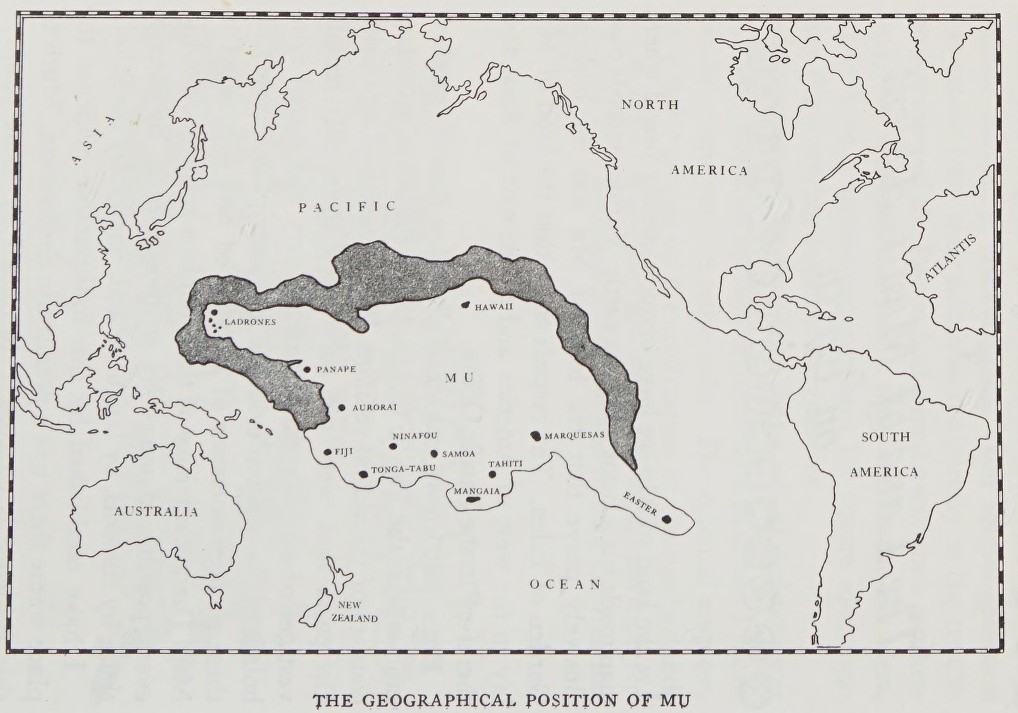
Hartă a ipoteticului continent Mu de James Churchward, 1927

Autorul se întreabă cine sunt fii Soarelui sau viracochas (oameni cu pielea albă) și de unde au apărut în America. Unele legende incașe spun că viracochas au venit dinspre Oceanul Pacific în corăbii uriașe. În Insula Paștelui fete erau alese și duse în Peștera fecioarelor albe unde trebuiau să stea izolate până li se albea pielea. Viracochas nu cunoșteau animalele de călărie și de povară folosite în Europa și Asia și nici cultura grâului, probabil nici roata. Pe baza acestei idei, autorul concluzionează că viracochas au venit din mijlocul Pacificului, prin urmare trebuia să fie aici un uriaș continent care s-a scufundat în 10-15000 î.Hr, obligând supraviețuitorii să se refugieze pe continentul sud-american. Legende tahitiene, fijiene, canace, hawaiene, maore povestesc despre un pământ uriaș în Pacific, asemeni unei punți de legătură între Africa, Polinezia și America de Sud. Tradiția polineziană spune că era locuit în principal de două populații, una mongoloidă și una negridă aflate într-un permanent război una cu ceealaltă, deși aveau civilizații înfloritoare. Mai exista pe acest continent și o rasă albă, formată din oameni foarte înalți, cu părul blond sau roșu care nu se implicau în conflicte. Apoi continentul a fost distrus de cutremure naturale și erupții vulcanice, conform și unui manuscris maiaș, Codex Troanus. În acest manuscris se spune că „în anul 6 Can, luna Zac, 11 Muluc, Pământul a început să tremure în continuu până la 13 Suen, când ținutul Mu, zguduit de mișcările din interiorul Pământului, s-a prăbușit sub ape. Numeroase popoare au dispărut odată cu Mu”. Tăblițe hinduse și sanscrite găsite în temple indiene și mănăstiri tibetane confirmă existența în vechime a unui continent sau a mai multor insule uriașe în zona Polineziei, „numit tot Mu”.

### Cap.5. Pământul lui Atlas
Subiectul acestui capitol este continentul pierdut Atlantida pe care autorul îl localizează în Bahamas.

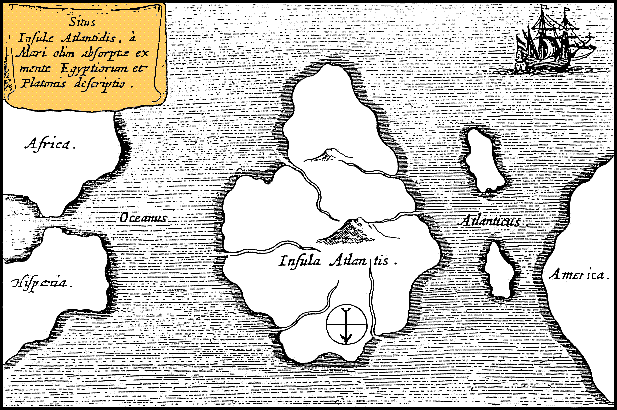
Hartă a lui Athanasius Kircher, cu Atlantida în mijlocul Oceanului Atlantic. Din Mundus Subterraneus, Amsterdam, 1669. Harta e cu sudul în sus.

După 1960 pe baza a numeroase dovezi privind existența unor pământuri și civilizații atlantice, mulți specialiști consideră Atlantida la fel de reală ca Regatul Egiptean sau Creta minoică. Pierre Carnac în L'Historie commence a Bimini (Istoria a început în Bimini) afirmă că în timpul mileniilor XXX - XII î.Hr. leagănul omenirii nu au fost continentele actuale ci mase continentale și insule în oceanele Atlantic și Pacific dispărute în urmă cu 10-12000 ani în urmă. Acest aspect este în strânsă relație cu dispariția populațiilor Cro-Magnon, Chancelade, Grimaldi, Obercassel, Brünn, Předmost, Comb-Capelle (deci Homo sapiens fossilis), aceste populații apărând și dispărând brusc și inexplicabil din Europa anilor 30000 - 12000 î.Hr.. Nu numai că nu au evoluat din specia anterioară Homo neanderthalensis, dar difereau de aceasta foarte mult din punct de vedere genetic și antropologic, cât și ca nivel cultural, tehnico-științific, ca mod de viață și concepție asupra rolului omului în lumea vie și în Univers. Autorul cărții se întreabă de unde veneau Homo sapiens fossilis?
O altă problemă este faptul că marile civilizații antice din cartea de istorie „standard” prezintă „fenomenul de generație spontană”: cunoștințele lor în toate domeniile nu au perioade tranzitorii de evoluție, ci au apărut brusc, fiind rezultatul unei explozii neașteptate și nu așa (cum ar fi normal) în urma unei maturizări lente, de-a lungul a numeroase secole sau milenii. Toate marile realizări ale egiptenilor, cretanilor, sumerienilor, olmecilor sau ale poporului Chavin s-ar datora unei civilizații anterioare și în același timp superioară. Nu numai că realizările lor au apărut brusc, dar primele (cele mai vechi) realizări sunt mai complexe decât următoarele, de exemplu la egipteni cu cât o piramidă este mai nouă cu atât este mai grosolan construită. Dacă asemănările culturale și de gândire popoarelor africane, asiatice, americane, europene sau polineziene pot fi explicate pe seama legăturilor între acestea pe calea mării și uscatului (deși, conform istoriei standard aceste popoarele nu aveau posibilitatea să realizeze în preistorie călătorii pe distanțe enorme), salturile calitative și apariția bruscă a unor noi civilizații nu pot fi explicate prin călătorii sporadice, era nevoie de navigatori pricepuți și de nave avansate tehnologic pe care nu le aveau acum 5000-10000 de ani nici egiptenii, nici polinezienii, nici incașii, nici triburile de pe coasta africană și asiatică.
În 1890, Edward Herbert Thompson (descoperitorul celor mai multe centre maiașe din Yucatan și al fântânilor morții de la Chichen Itza)  afirmă existența în Atlantic a unui continent sau a unui lanț de insule de pe care un popor de navigatori pricepuți navigaseră în toată lumea, cu milenii înaintea fenicienilor (considerați primii mari navigatori). Această civilizație atlantă, conform lui Thompson, s-a dezvoltat pe insule mai mari și mai mici dintre Africa și America și după ridicarea apelor au mai rămas doar câteva insule: Bahamas, Canare, Capul Verde, Azore, Madeiras. Dacă atlanții din metropolă au dispărut, unele colonii ale lor din lumea întreagă (bazinul Mediteranei, vestul Africii, America, etc.) au supraviețuit și au jucat un rol major, uneori decisiv în dezvoltarea populațiilor locale inferioare. Astfel s-ar explica puzderia de enigme maiașe, cretane sau egiptene. Sau doar așa s-ar explica prezența unei populații cu caractere antropologice neobișnuite în vestul Africii și în Mediterana (cum ar fi guanșii din Canare ori toreenii în Corsica), prezența a 2500 monumente megalitice în Bahamas, acelor de tip nouraghes din Sardinia, a hipogeului din dale de piatră albă de la Hal Salfieni (Malta) care seamănă izbitor cu construcțiile maiașe și incașe.
Henry Breuil, specialist în artă parietală, a demonstrat prin numeroase exponate la muzeul Omului din Paris că în sudul Africii, cu mii de ani înaintea erei noastre, existau oameni albi foarte înalți, cu păr blond sau roșu, cu veștminte care seamănă în totalitate cu cele din epoca de maximă înflorire a Egiptului și Cretei. (cranii europide din anii 8000-6000 î.Hr., pictura Doamna albă de la Branberg, Africa de Sud, etc.) Doamna albă de la Branberg prezintă asemănări izbitoare cu picturile cretane, egiptene, cantabrice și hoggariene.
Maiașii, egiptenii sau incașii marcau locurile unde cădeau perpendicular razele Soarelui la solstițiu cu obelsicuri asemănătoare (numiți stâlpi de priponire a Soarelui). Construcții asemănătoare a descoperit în largul insulelor Bahamas scafandrul italian R. Rola în anii 1970.
În 1970, o echipă ONU de experți (antropologi, botaniști, geologi, etnografi) au studiat în Canare tribul guanchos-ilor - băștinați de 1,8 – 2 m înălțime, cu piele albă și păr blond și ochi albaștri. Motivele decorative de pe ceramica din Canare este tot discul solar cu 16 raze care apare în Japonia și Mexic. În insule (Canare) au descoperit inscripții vechi asemănătoare scrierii maiașe și morți mumificați după rețete egiptene, mumii puse în grote sau mici piramide tetraedice. Numai în Insula De Hierro s-au găsit zeci de asemenea piramide și mii de astfel de mumii, toate aparținând rasei europide albe de tip nordic. Dar guanșii nu știau să navigheze și aveau o spaimă enormă față de ocean. În 1981, scafandri italieni au găsit lângă Insula Lanzarote (tot în Canare) o enormă scară submarină, din pietre dreptunghiulare, cioplite și șlefuite din piatră dură, având câteva tone fiecare piatră. Câteva pietre au fost aduse cu mari dificultăți la Salonul nautic Internațional de la Genova (în noiembrie 1981). Tot în zonă se află ruine a mai multor fortificații și clădiri acoperite de nisip și vegetație acvatică care u puteau fi construite de mica populație a arhipelagului Canare. Pe Insula Fuerteventura există ruine a numeroase menhire, dolmene și cromlehuri identice cu cele din Anglia, Franța și cele găsite în largul Bermudelor. Dacă mumiile și mormintele piramidale pot fi explicate de o presupusă influență egipteană (dacă flota faraonului ar fi trecut prin Atlantic) nu se explică influențele maiașe (ambele popoare guanșii și maiașii nu erau navigatori, fiind exclusiv terestre) și mai ales nu  se poate explica existența unei populații albe nordice pe insulă.
Romanii în America? William Niven (arheolog și geolog) descoperea în 1902 pe coasta Golfului Mexic ruinele unui oraș necunoscut ale cărui ziduri de apărare, temeliile caselor, terasele și străzile pietruite erau în stilul orașelor italiene din perioada de maximă înflorire a Imperiului Roman. În 1982, Robert Marx, președintele Consiliului American de Arheologie Subacvatică, a anunțat că au fost descoperite în largul orașului Rio de Janeiro fragmente de amfore și vase romane cu o vechime de cca. 2000 de ani, răspândite pe o suprafață de 300 m2. Se pare că romanii, ca și cartaginezii și vikingii înaintea lor, n-au lăsat urme durabile în America, așa cum au lăsat atlanții în est și viracochas în vest.
Autorul amintește de rețeaua de șosele ce leagă marele observator astronomic și cele 12 orașe ale indienilor Anasazi, vestigii aflate la Chaco Canyon  (N-V New Mexico, SUA). Dar populația Anasazi nu cunoștea roata și nu avea vehicule sau animale de călărie sau de povară și totuși construiau autostrăzi de 60–100 km, cu 10 m lățime, pavate cu dale de piatră dură. Șoselele (care acoperă o suprafață de 100 000 km2) și cetățile construite nu le-au folosit: populația Anasazi a sosit în 1175 în San Juan Basin (unde e astăzi Chaco Canyon) și au părăsit zona în cca. 1250, având doar 75 de ani pentru a construi înainte de a pleca în căutarea unor pământuri mai fertile.
Există în America de Nord sisteme de fortificații indiene de tip Pueblo din secolul I î.Hr. atât de vaste și cu forme perfect geometrice încât sunt superioare oricărei construcții europene dinaintea Renașterii. Ele sunt încă o enigmă pentru arheologi. De exemplu, Zidul Marelui Șarpe de pe un podiș stâncos din Ohio are 15 m înălțime, 3,5 m lățime și 400 m lungime, văzut din aer seamănă cu un șarpe cu clopoței, utilitatea lui ca fortificație fiind îndoielnică. Alt zid asemănător este la Cahokia (Illinois) de 30 m înălțime, 220? m lățime și 360 m lungime, cu suprafețele pline de sculpturi cu vulturi, șerpi, bizoni, broaște țestoase. La bază sunt morminte cu bijuterii din cupru și aur, cu oseminte de peste 2000 de ani. Nu se știe cine a ridicat aceste construcții din America de Nord.
În complexul de peșteri Loltun (Yucatan, Mexic) s-au găsit statui colosale (de zeci de tone fiecare), cioplite din lavă  pietrificată care se deosebesc de oricare altă realizare a civilizațiilor amerindiene  cunoscute. Pe suprafețele lor s-au încrustat numeroase exemplare de plante și viețuitoare  marine fosilizate și pietrificate care duce la ideea că statuile nu puteau fi cioplite înainte  de sfârșitul glaciației Wurm, adică acum 30-40 de milenii. Dar exprimările artistice ale lui Homo sapiens Cro-Morgan nu sunt mai vechi de 30 000 de ani și sunt stângace și simple.
În Guatemala și Costa Rica există cca. minim 2000 de sfere din granit răspândite pe întreg teritoriul ambelor state. Una dintre cele mai mari are 2,5 m circumferință și 16 tone, toate fiind sculptate fără nicio abatere de la forma geometrică, materialul fiind adus din cariere montane îndepărtate. Se estimează că sunt vechi de milenii.

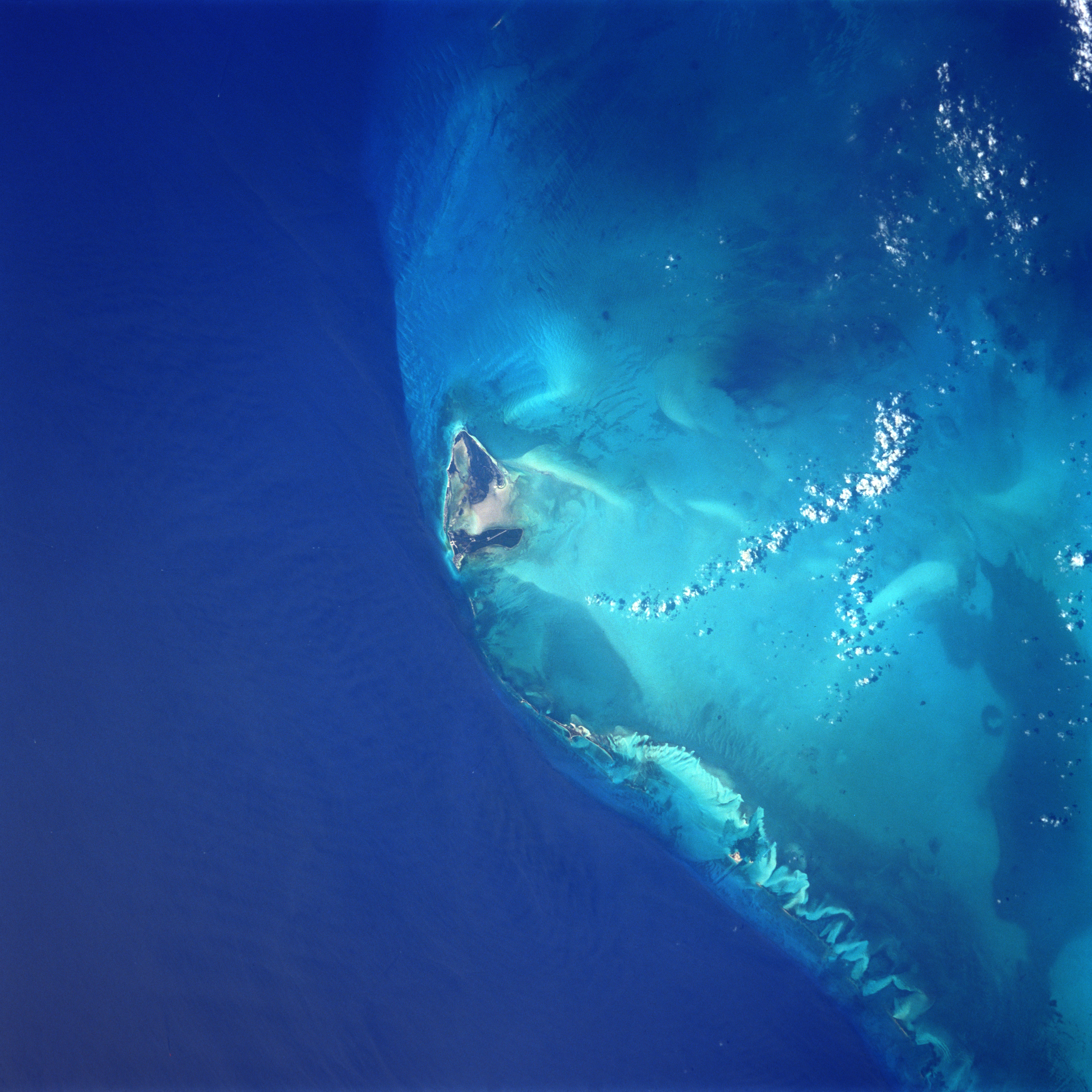
Imagine din satelit a Insulei Bimini

În august 1968, în timpul unui zbor deasupra Insulei Andros (coasta de est a Statelor Unite) piloții Robert Brush și Trig Adams au zărit și fotografiat o construcție submarină, care a apărut prima oară în The Miami News (23 august 1968). O echipă condusă de Dimitri Rebikoff (un pionier al filmărilor subacvatice) și Manson Valentine (arheolog american, Miami) au descoperit un edificiu precolumbian extrem de vechi. Rebikoff declara că sub primul pat de pietre există cel puțin încă unul... toate legate între ele cu un strat de ciment de peste 6 cm. grosime; fațada exterioară a zidului este perfect dreaptă, pietrele fiind aliniate și șlefuite... Altă descoperire remarcabilă în zonă o reprezintă așa-zisele Ziduri din Bimini (sau Drumul din Bikini) descoperite în 1968. Ulterior au fost descoperite în zona Bahamas alte zeci de șosele subacvatice (unele paralele sau curbe) din dale dreptunghiulare și coloane din piatră sau uneori din marmură. Explorări aeriene, care au început în 1968, au demonstrat existența a numeroase ansambluri de clădiri, șosele și fortificații scufundate în zona Bahamas (Bahamas Banks, Andros, Bimini, etc.), unele din clădiri fiind piramide, domuri gigantice, porturi sau platforme pe care se aflau cu mii de ani în urmă temple și bastioane. Lângă Bimini s-a găsit în apă un trunchi de piramidă cu dimensiunile bazei mici de 54 X 42 m, jumătatea inferioară fiind îngropată în nisip, în apropiere aflându-se un drum lat de 4 m și câteva coloane răsturnate. J. Manson Valentine afirmă că aceste structuri gigantice, [...]la fel ca și desenele de la Nazca sau construcțiile de la Glastonbury Circle (30 m circumferința)[...] pot reprezenta un centru de ceremonie sau ceva asemănător și [la fel ca celelalte structuri amintite] [...] nu au niciun punct virtual de referință cu tehnologia noastră modernă, scopurile acestor creații majestuoase fiind absolut de neînțeles pentru noi. Comandantul Jacques-Yves Cousteau și arheologul John A. Glifford (Univesitatea din Miami) au studiat separat zona și au ajuns la aceleași concluzii trase de Valentine și Rebikoff: nu sunt formațiuni naturale, complexul de la Bahama Banks fiind opera unor populații din America. În niciun caz spaniolii din sec. XVI-XVII deoarece nu există documente scrise și ar fi trebuit să muncească (cu ce scop?) sub apă. Civilizația precolumbiană locală olmecă care a realizat monumente impresionante are un stil diferit de cel al complexului scufundat de la Bahamas care se aseamănă mai mult cu cetățile Greciei miceniene sau a celor preincașe din Peru și Bolivia. Vârsta acestor construcții nu se știe, dar prin datarea cu metoda C14 a rădăcinilor de mangrove (amestec vegetal tropical care crește pe țărmurile marine mlăștinoase) fosilizate printre pietre au rezultat cca. 12000 de ani. Conform geologiei submarine în zona Bahama Banks nivelul apei era cu 6 m mai mic în anii 6000 î.Hr., dar cum piramidele și terasele au minim 12 000 de ani (metoda C14), nivelul mării era cu 14–14 m mai scăzut în anii 12-1000 î.Hr.. topirea ghețarilor din ultima glaciațiune (în anii 25000 î.Hr.) a inundat zone mari din Florida și Bahamas (pământuri unite odinioară în mase continentale conform geologilor). Prin mijlocul insulelor Bahamas există azi un canion foarte adânc numit The Tongue of Ocean (Limba Oceanului), care în timpul realizării construcțiilor, cu mii de ani în urmă, era probabil o strâmtoare sau un golf navigabil.

### Cap.6. Bibliografie selectiva
- Aramă, H. - Insulele fericirii, Editura Cartea Românească, București, 1986
- Bennet, W și D'Harnoncourt R. - Ancient Arts of the Andes, New York, B.M.C., 1954
- Berlitz, Charles, Atlantis: the Eighth Continent. G. P. Putnam's Sons, 1984, New York.
- Bernal, I. - The Olmec World, Berkeley, University of California, 1969
- Colin, V. - Imposibila oază, Editura Cartea Românească, București, 1984
- Heyerdahl, Th. - Expediția Kon Tiki, Allen and Unwin, 1954
- Heyerdahl, Th. - Aku-Aku - Taina Insulei Paștelui, Londra, Ullstein, 1957
- Heyerdahl, Th. - Expedițiile Ra, Londra, Forum, 1971
- Pendlebury, J. - The Archaeology of Crete'', Londra, 19839